# Kettenbuch

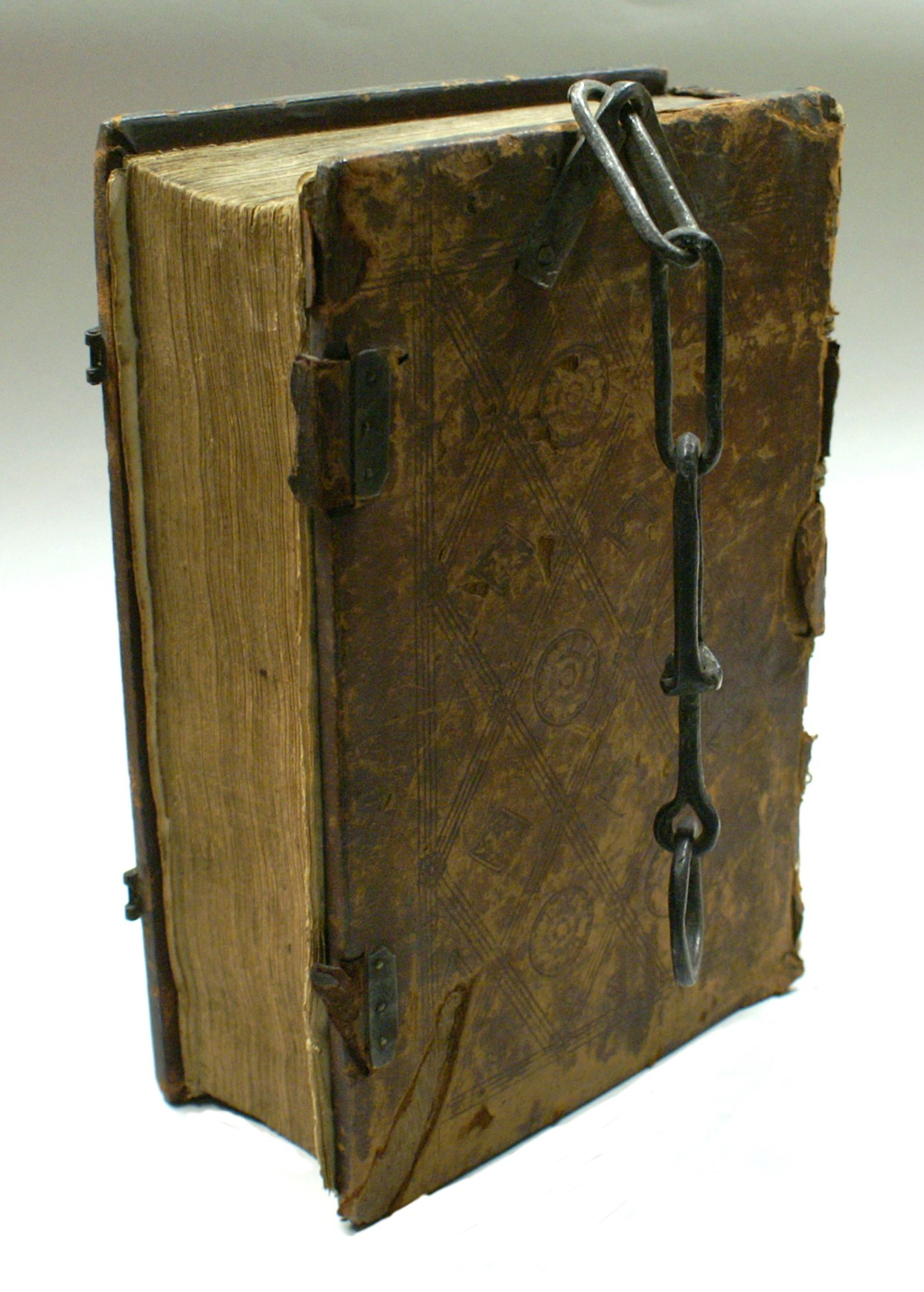
Kettenbuch, 15. Jahrhundert

Als Kettenbuch (lateinisch: liber catenatus, „angekettetes Buch“) wird ein Buch aus dem Mittelalter oder aus der frühen Neuzeit bezeichnet, das die Spuren der Bibliothekspraxis zeigt, die Bücher, insbesondere die Zimelien, durch meist eisernes Anketten zu schützen.

## Alte Praxis

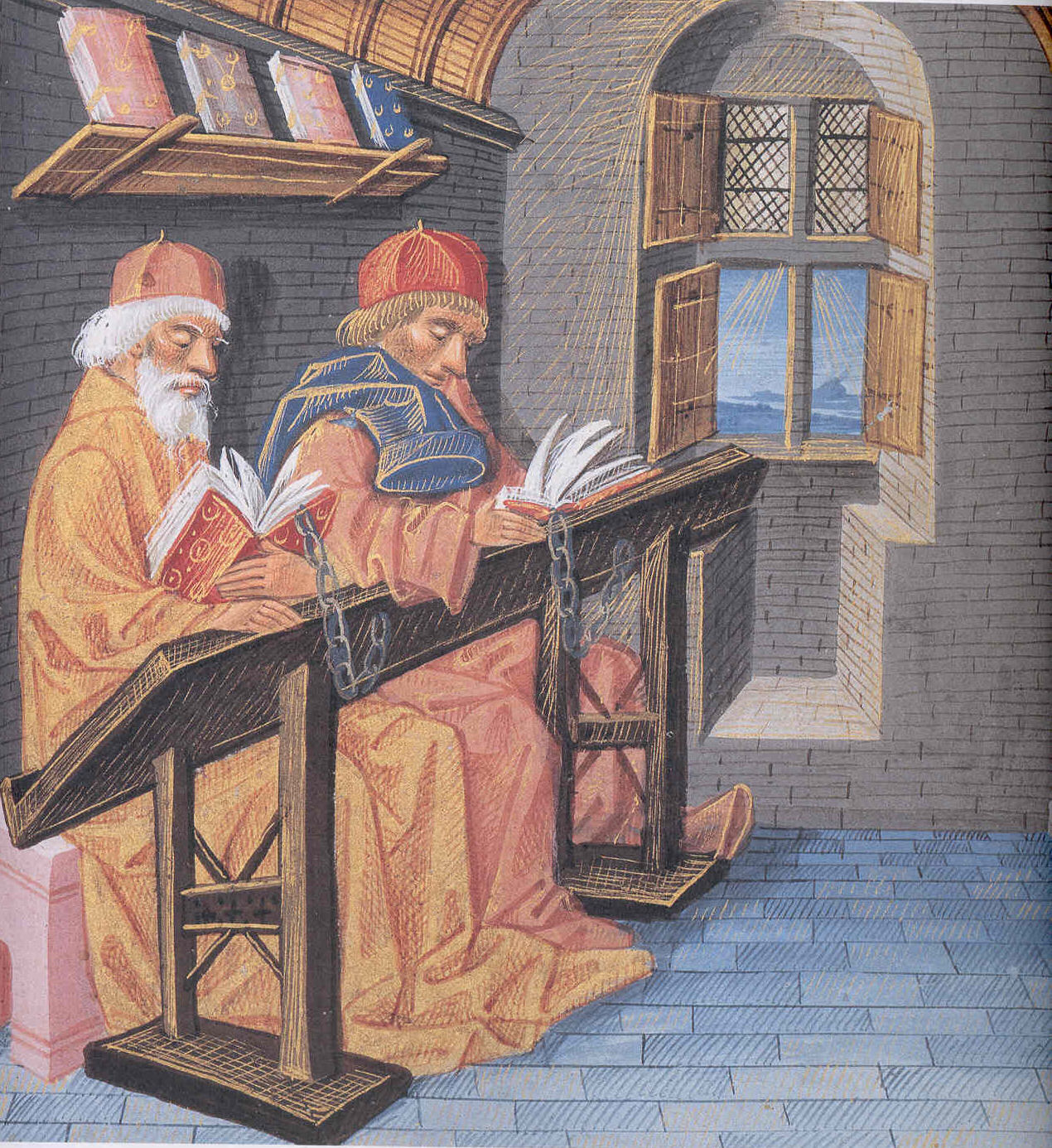
Leser in einer Bibliothek mit angeketteten Büchern. Buchillustration, 15. Jahrhundert; Musee Condé, Chantilly

In den mittelalterlichen und frühneuzeitlichen Bibliotheken, durchweg in denen der Klöster, wurden die Bücher auf oder unter den Lesepulten ausgelegt und dort an  über die Pulte laufenden Stangen mit Ketten befestigt, um ihre Ordnung zu bewahren und sie vor unbefugtem Entfernen zu schützen. Die Ketten verhinderten zudem, dass die schweren Bände durch Herunterfallen Schaden erlitten. Sie konnten aufgeschlossen werden, so dass eine kontrollierte Entnahme der Bücher möglich war.
In der Regel wurde zu diesem Zweck am oberen Rückdeckel eines Buches ein Anschlag aus Metall, meistens aus Eisen, angebracht, an dem die Kette befestigt werden konnte. Kettenbücher sind selten erhalten, da sich seit dem 16. Jahrhundert in der Entwicklung des Bibliothekswesens diese Form der Sicherung zunehmend erübrigte und sich bei der Regalaufstellung in neuzeitlichen öffentlichen oder privaten Buchsammlungen die Vorrichtungen als sperrig erwiesen und entfernt wurden. Nicht selten allerdings sind bei den Einbänden früher Drucke noch die Anschläge der Ketten oder die dafür nötigen Bohrungen erhalten. Zu den wenigen Orten, an denen der alte Bestand an Kettenbüchern im Originalzustand erhalten ist, zählen die 1452 gestiftete Biblioteca Malatestiana in Cesena, die Biblioteca Laurenziana in Florenz und die Cathedral Library in Hereford in England, wo im Jahr 1611 der komplette Buchbestand angekettet wurde.

## Neue Praxis

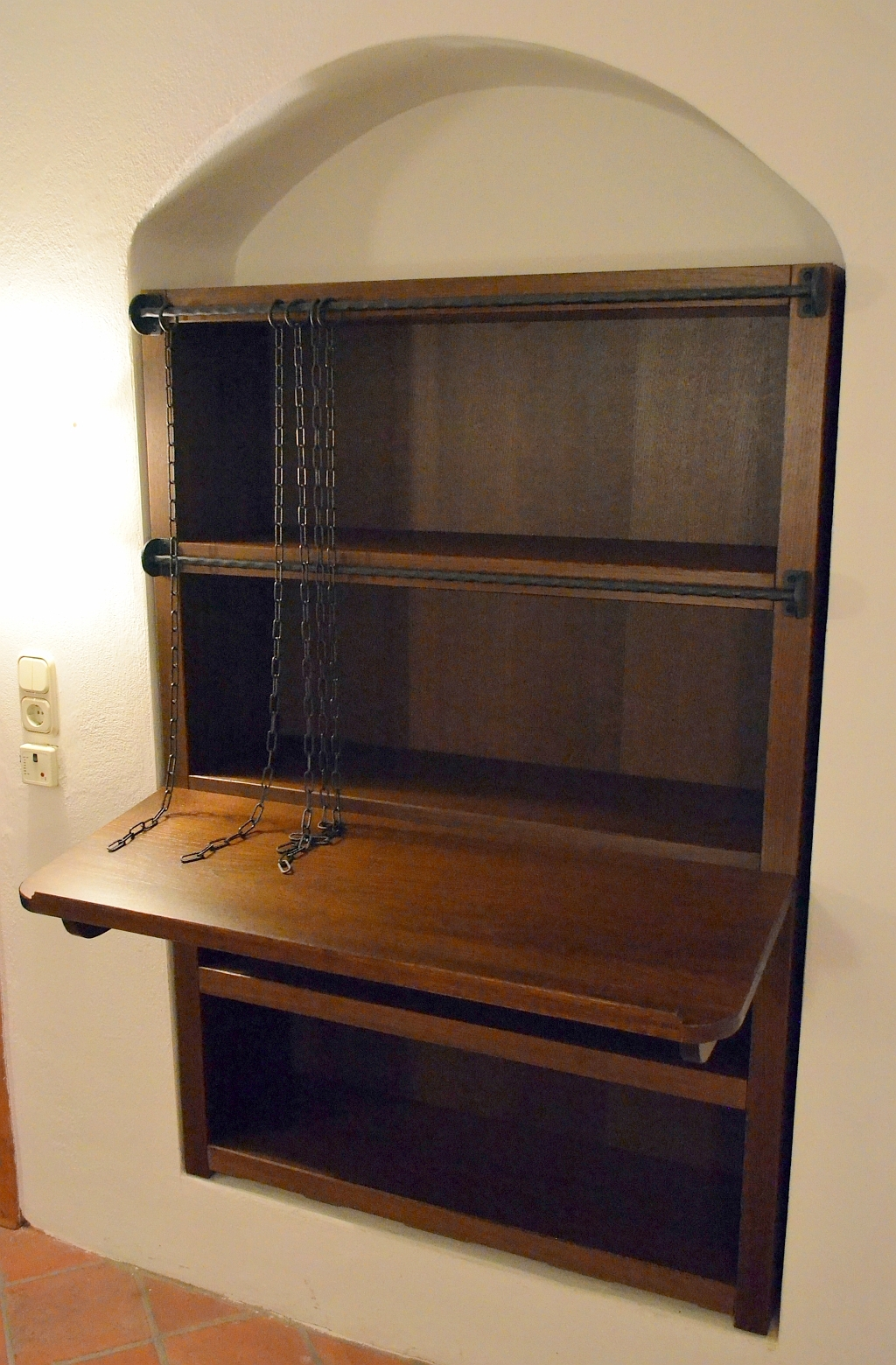
Rekonstruiertes Pult aus der Liberei in Braunschweig.

Der hohe ideelle und materielle Wert, der den Handschriften des Mittelalters und den Drucken der frühen Neuzeit ehemals zukam, verlor sich insbesondere im Zuge der Massenbuchdruckzeit seit dem 19. Jahrhundert für das Buch als solches vollends; der Aufwand für den Schutz eines einzelnen, heute gedruckten Buches durch Ketten, z. B. in einer Bibliothek, überstiege durchweg seinen Wert bei weitem.
Ausnahmen lassen sich indes auch in der Gegenwart feststellen. So findet das Verfahren, Bücher durch Ketten zu sichern, gelegentlich an öffentlichen Orten, die Bücher zum Nachschlagen oder zur Begutachtung anbieten, Verwendung; zum Beispiel stellen die Museen ihre gebundenen und teuren Kataloge zu aktuellen Ausstellungen dem Publikum oft in angeketteter Form zur Ansicht bereit. Auch während der Vorbesichtigung zu einer Auktion werden oft Exemplare des Auktionskataloges auf diese Weise zur Verfügung gestellt.
In Bibliotheken werden manchmal Bestandsverzeichnisse oder auch Register zu mehrbändigen Werken mit Ketten oder Drahtseilen befestigt, damit sie immer zur Hand sind und nicht von Nutzern (irrtümlich oder mit Absicht) verstellt werden können. Auch Gäste- bzw. Besucherbücher, die an öffentlich zugänglichen Orten ausliegen und in denen sich Besucher eintragen können, werden mitunter so befestigt. 
Eine moderne, mit dem Kettenbuch verwandte Variante waren drehbare Befestigungen, bei denen das Buch mit dem Rücken nach oben in einer Halterung hing. Es konnte darin so gedreht werden, dass der Schnitt nach oben zeigte und es sich aufschlagen ließ. Diese Variante war vor allem in Telefonzellen für Telefonbücher üblich, verschwand dort jedoch aufgrund von zunehmendem Vandalismus.